# Nouveaux Fétiches

Les Nouveaux Fétiches désigne une série de tableaux réalisée par l'artiste-peintre congolais Frédéric Trigo Piula entre 1984 et 1988.
Les fétiches ont toujours intrigué l'artiste depuis son enfance. Dans ses œuvres, il les intègre donc en les combinant à certains objets du monde occidental, de façon à mettre en exergue les antagonismes entre le monde traditionnel et le monde contemporain.

## Contexte

### Enfance
Enfant, un mot mystérieux revient systématiquement dans l'environnement maternel de Trigo Piula. Il s'agit de « nkisi si » qui ponctue toute action, tout geste ou tout évènement inhabituel. Devenu plus grand, il découvre que « nkisi si » signifie en fait « Esprit de la Terre ».
Dans le pays Woyo (actuellement province angolaise du Nord de l'enclave du Cabinda), d'où sa mère est originaire et dans le domaine des pratiques traditionnelles, le mot « nkisi » est utilisé pour désigner un fétiche. Le mot « Bau » est également usité. Les woyo chargeaient dans divers objets, dans des arbres ou des rochers, une force mystique, surnaturelle, censée résoudre tous les problèmes et, guérir les malades.
La croyance en ces fétiches était si forte que ces derniers ont été utilisés dans presque toutes les événements importants de la vie quotidienne (grossesse, naissance, gémelité, rite de passage à l'âge adulte (Tchikumbi, mariage, maladie, mort).

## Étymologie
Pour le centre national de ressources textuelles et lexicales, le fétiche est un « objet, naturel ou façonné, considéré comme le support ou l'incarnation de puissances supra-humaines et, en tant que tel, doué de pouvoirs magiques dans certaines religions primitives ».
Le Petit Larousse indique de son côté que le mot fétiche viendrait du portugais feitiço, signifiant sortilège, et plus anciennement du latin facticius signifiant « non naturel ». C'est un « Objet culturel auquel sont attribuées des propriétés surnaturelles bénéfiques pour son possesseur. S'emploie en apposition pour désigner un objet quelconque auquel on attache ce pouvoir : Un numéro fétiche ».
D'après l'artiste, les Portugais en arrivant au royaume de Kakongo, ont commencé à appeler cette pratique « Facticios » qui signifie « factice » en français. En effet, les Portugais ne croyaient pas du tout aux effets des fétiches.
Selon Patrice Joseph Lhoni, le païen et le chrétien ont des comportements identiques. Tous deux se frappent d'interdits pour ne pas courroucer l'un les puissances occultes et l'autre son Dieu. En cas de défaillance, le premier offre des sacrifices expiatoires pour apaiser l'esprit des ancêtres offensés et le second des offrandes à une statue de saint ou de la Vierge Marie, des supplications, des veillées de prières, des processions aux rogation. En définitive, les deux portent un objet tutélaire : le premier s'appelle fétiche et le second une image votive ou une médaille.
Toujours pour Patrice Lhoni, le fétiche est un moyen d'aller à la rencontre de la puissance créatrice de l'univers, appelée Nzambi par les ancêtres. L'animiste ou le fétichiste craint de s'adresser directement à Nzambi, du fait de la toute puissance, de l'intouchabilité, de l'invisibilité ou l'inaccessibilité de l'être supérieur. On peut toute proportion gardée la comparer  à la déférence des catholiques envers la Vierge Marie qui l'implore pour intercéder entre eux et le Père céleste.
Pour les fétichistes, la puissance accordée à la statuette ou à l'amulette, bien que venant des ancêtres, est soumise à l'approbation de Nzambi.
Trigo Piula se considère comme un fétichiste, un « nganga moderne » ou un guérisseur des temps modernes, à travers ses tableaux. Son dernier fétiche est appelé Chin’wa et il concerne la présence croissante des chinois sur le continent africain.

## Les origines
Lors de la construction du Palais des congrès (avenue Alfred Raoul anciennement boulevard des armées) de Brazzaville par la coopération chinoise, un appel d'offres est lancé afin de soumettre des œuvres d’art qui seraient utilisées pour décorer les murs dudit palais. Il présente plusieurs peintures, parmi lesquelles figure Materna.
En venant s'enquérir du statut du concours, il trouve Materna abandonné dans la cour du palais avec le mot « rejeté » écrit sur le verso, parce que la peinture représentait un fétiche et donc perpétuait les pratiques fétichistes et spirituelles, qui à l’époque, et sous le Parti congolais du travail marxiste_léniniste, étaient prohibées. Les autorités ne voulaient pas d’un objet de culte sur les murs d’un bâtiment gouvernemental.
Les autres critiques concernaient la « non africanité » du personnage central, que l'on comparait à un bouddha assis en position du lotus. Pourtant, les figures traditionnelles étaient déjà présentées de la sorte. C'est ainsi qu'il se donne comme mission de dénoncer cet oubli des valeurs traditionnelles, via la télévision par exemple et de les enseigner. C'est le cas avec le tableau Ta Télé ,.

## Les tableaux

### Materna
Materna représente une maternité Kongo., une mère alaitant son enfant. Elle rappelle les maternités Phemba du peuple Yombé.

### Ta Télé
Le titre « Ta Télé »  peut être interprété de deux manières en lari, une langue congolaise: soit « Père Télé », soit « la Télé a dit ».
Le tableau représente en position centrale, une divinité Kongo appelée Nkisi, qui subjugue une assistance installée comme dans une salle de cinéma ou de spectacle. Le nkisi a été traduit par les européens comme « fétiche ».

### Ngolowa
Ngolowa s'inspire de l'Appel du 18 juin 1940, ainsi que des évènements qui lient le général Charles de Gaulle à Brazzaville et au delà à l'Histoire de France et de la seconde guerre mondiale.

### Fwambasi
Fwambasi est une composition entre deux types de pharmacopées : la traditionnelle africaine et l'occidentale. Face à la disparition des médicaments traditionnels, à la recudescence des problèmes modernes, Trigo Piula souhaiterait à sa manière, créer une nouvelle force ou un nouveau fétiche à même d'enrayer et de restaurer la tradition.